# Pediobius bifoveolatus
Pediobius bifoveolatus är en stekelart som först beskrevs av William Harris Ashmead 1904.  Pediobius bifoveolatus ingår i släktet Pediobius och familjen finglanssteklar. Inga underarter finns listade i Catalogue of Life.